# سلوه مارکونه
سلوه مارکونه (به ایتالیایی: Selve Marcone) یک منطقهٔ مسکونی در ایتالیا است که در استان بیه‌لا واقع شده‌است. سلوه مارکونه ۲٫۲ کیلومتر مربع مساحت و ۱۰۰ نفر جمعیت دارد.